# 28242 Mingantu
28242 Mingantu (1999 AT22) là một tiểu hành tinh vành đai chính được phát hiện ngày 6 tháng 1 năm 1999 bởi Chương trình tiểu hành tinh Bắc Kinh Schmidt CCD ở Xinglong.